# Ambrogio Fogar
Ambrogio Fogar (Milán, 13 de agosto de 1941 - Milán, 24 de agosto de 2005) fue un navegante, explorador, escritor, presentador de televisión, piloto de rally, regatista y aventurero italiano.

## Biografía

### Carrera
Navegante, explorador, piloto de rally, regatista y aventurero italiano. Cruzó los Alpes dos veces sobre esquíes antes de los dieciocho años, y practicó paracaidismo y vuelo acrobático. Participó en las regatas: OSTAR 1972, la Cape2Rio 1973, la OSTAR 1976 y otras. De 1973 a 1974, realizó en 402 días, la circunnavegación de la Tierra en solitario. En 1977 explora el Triángulo de las Bermudas. En 1983, en 51 días, con su perro Armaduk, un husky siberiano, conquista el polo norte a pie.
Ambrogio Fogar fue también escritor y presentador de televisión: Condujo diversos programas de televisión y escribió varios libros. En 1984 Ambrogio fue protagonista de un documental radiofónico Poli Mirabilia - La marcia sul pack e altre meraviglie y en 2005 protagonizó un documental televisivo Ambrogio Fogar, l'ultimo eroe.
Disputó en varias competiciones terrestres entre las que se contó el Rally París-Dakar (en 3 ediciones) y el Rally de los Faraones (otras 3 ediciones), siendo copiloto de Giacomo Vismara en la categorías de atuso y de camiones.
Ganó el premio Telegatto con el exitoso programa de televisión Jonathan - Dimensione avventura, que presentó ocho años, de 1984 a 1991, en Canale 5 e Italia 1 que ayudó a popularizar los deportes de aventura en el país.
Con el libro Il mio Atlantico ganó el "Premio CONI de literatura" en 1973 y el "Premio Bancarella Sport" en 1974.
Con el libro La zattera ganó el "Premio Bancarella Sport" en 1979.
El Comité Olímpico Nacional Italiano, en 1974, le concedió la Medalla de Oro al Valor Atlético. Ambrogio Fogar fue nombrado, también, Medalla de Oro al Valor Marino.
Fue nombrado Comendador de la Orden al Mérito de la República Italiana en 1975.
En 2002 recibió la Ciudadanía Honoraria del municipio de Cantello.
Fue galardonado, a título póstumo, con la Medalla de Oro a la memoria y con el "Ambrogino d'oro".

### Vida personal
En 1978 tuvo un accidente de barco, frente a la costa de las Islas Malvinas: fue atacado por una manada de orcas y el barco se hundió. Después del naufragio Ambrogio Fogar quedó a la deriva en el Océano Atlántico 74 días hasta que fue encontrado y rescatado.
Ambrogio Fogar tuvo dos hijas: Rachele Fogar (la madre, Katalin Szijarto, fue la última pareja de Ambrogio) y Francesca Fogar (la madre, Maria Teresa Panizzoli, fue su primera esposa).
En 1992 tuvo un accidente en Turkmenistán, durante el rally Pekín - París, donde al volcar su vehículo todoterreno se fracturó la segunda vértebra cervical y permaneció casi completamente paralizado y en silla de ruedas desde entonces, lo que no le impidió hacer una gira por la costa italiana en velero en 1997.

## Programas de televisión
- Jonathan - Dimensione avventura (Canale 5, 1984-1986; Italia 1, 1986-1991) - presentador
- Antologia di Jonathan (Canale 5, 1984-1986; Italia 1, 1986-1991) - presentador
- Parliamone - talk show de Buongiorno Italia (Canale 5, 1987-1988) - presentador
- Campo base - Il mondo dell'avventura (TV Koper-Capodistria/Canale 5, 1989-1991; TELE+2, 1990-1991) - presentador
- Speciale campo base (TV Koper-Capodistria/Canale 5, 1989-1991; TELE+2, 1990-1991) - presentador

## Documental radiofónico
- Poli Mirabilia - La marcia sul pack e altre meraviglie (Rai Radio 1, 1984) - vista previa: Prix Italia 1983[2]

## Documental televisivo
- Ambrigio Fogar - Il viaggio (Italia 1, 1998)[16]
- Ambrogio Fogar, l'ultimo eroe (Rete 4, 2005)[3]

## Libros
Lista de libros escritos de Ambrogio Fogar:
- Il mio Atlantico. 1972: transatalantica in solitario Plymouth-Newport; 1973: seconda regata atlantica Cape Town-Rio de Janeiro (en italiano). Milan: Bietti. 1973. OCLC 799807255.[17]
- 400 giorni intorno al mondo (en italiano). Milan: Rizzoli. 1975. OCLC 9280421.[18]
- Messaggi in bottiglia. Da un catamarano in mezzo all'Atlantico. OSTAR,'76 (en italiano). Legnano: Landoni. 1976. OCLC 955947332.[19]
- L'ultima leggenda (en italiano). Milan: Rizzoli. 1977. OCLC 955236080.[20]
- La zattera (en italiano). Milan: Rizzoli. 1978. OCLC 797879865.[21]
- Il giro del mondo del Surprise (en italiano). Milan: Epipress-Famiglia cristiana. 1978. OCLC 797106199.[22]
- Sulle tracce di Marco Polo (en italiano). Milan: Mondadori. 1983. OCLC 10241932.[23]
- Verso il Polo con Armaduk (en italiano). Milan: Rizzoli. 1983. ISBN 88-17-85369-0. OCLC 800516283.[24]
- Solo. La forza di vivere (en italiano). Milan: Mondadori. 1997. ISBN 88-04-40392-6. OCLC 797333259.[25]
- Contro vento. La mia avventura più grande (en italiano). Milan: Rizzoli. 2005. ISBN 88-17-00664-5. OCLC 260092657.[26]
- Quando c'era Superman. L'ultima avventura di una vita controvento (en italiano). Casale Monferrato: Piemme. 2006. ISBN 88-384-8651-4. OCLC 644233670.[27]

## Resultados

### Rally Dakar
| Año     | Categoría | Piloto          | Vehículo      | Posición | Etapas |
| ------- | --------- | --------------- | ------------- | -------- | ------ |
| 1990    | Coches    | Giacomo Vismara | Suzuki Vitara | 30.º     | -      |
| 1991    | Coches    | Giacomo Vismara | Range Rover   | 23.º     | -      |
| 1992    | Coches    | Giacomo Vismara | Range Rover   | Ret.     | -      |
| Fuente: |           |                 |               |          |        |